# Sanguirana luzonensis
Espèce
Synonymes
- Rana luzonensis Boulenger, 1896
- Hylarana luzonensis (Boulenger, 1896)
- Rana guerreroi Taylor, 1920
- Rana tafti Taylor, 1922

Statut de conservation UICN

 NT  : Quasi menacé
Sanguirana luzonensis est une espèce d'amphibiens de la famille des Ranidae.

## Répartition
Cette espèce est endémique de l'île de Luçon aux Philippines,.

## Description
L'holotype de Sanguirana luzonensis mesure 58 mm. Son dos est grisâtre ou olive, avec ou sans ligne claire vertébrale. Sa face ventrale est blanchâtre. Sa gorge et sa poitrine sont parfois brunes.

## Étymologie
Son nom d'espèce, composé de luzon et du suffixe latin -ensis, « qui vit dans, qui habite », lui a été donné en référence au lieu de sa découverte, l'île de Luçon (Luzon en anglais).

## Publication originale
- Boulenger, 1896 : Descriptions of new batrachians in the British Museum. Annals and Magazine of Natural History, sér. 6, vol. 17, p. 401-406 (texte intégral).